# Jean Brillant
Pour les articles homonymes, voir Brillant.
Jean Brillant, VC MC (15 mars 1890 – 10 août 1918), né Jean-Baptiste-Arthur Brillant, est un soldat canadien récipiendaire de la croix de Victoria, la plus haute distinction du Commonwealth, pour ses actions au cours de la Première Guerre mondiale.

## Biographie

### Origines
Le premier ancêtre de Jean Brillant au Canada est Olivier Morel de La Durantaye arrivé avec le régiment de Carignan-Salières. Jean Brillant est né à Routhierville, alors appelé Assemetquagan, dans la vallée de la Matapédia au Québec le 15 mars 1890 du mariage de Joseph Brillant, ouvrier de maintenance de voies ferrées, et de Rose-de-Lima Raiche. Il est le frère de l'homme d'affaires Jules-André Brillant (1888-1973), qui deviendra le magnat des communications et de l'électricité dans l'Est du Québec. Dès sa jeunesse, Jean Brillant se porta volontaire au sein du 89e régiment du Témiscouata et de Rimouski, devenu plus tard les Fusiliers du Saint-Laurent. Il fit ses études au Collège Saint-Joseph de Memramcook au Nouveau-Brunswick et au Séminaire de Rimouski. Ensuite, il fut télégraphiste pour la compagnie de chemins de fer.

### Première Guerre mondiale
En 1916, le major Philippe-Auguste Piuze bien connu au Bas-Saint-Laurent décida de former un bataillon pour appuyer l'effort de guerre. C'est ainsi que le 10 janvier 1916, il obtint l'autorisation de former le 189e bataillon d'infanterie pour le Corps expéditionnaire canadien. Ayant déjà servi au sein de régiment, il fit appel au 89e pour lui venir en aide. C'est ainsi que, le 20 mars 1916, Jean Brillant quitta son emploi de télégraphiste pour se rendre à la garnison Valcartier pour un entraînement de six mois avant de s'embarquer, le 27 septembre 1916, pour l'Angleterre avec le 189e bataillon. Le 6 octobre, il sera affecté au 69e bataillon d'infanterie en Angleterre. Le 27 octobre, il sera transféré au 22e bataillon formé de volontaires francophones, qui deviendra plus tard le Royal 22e Régiment, lors de sa réorganisation à Bully-Grenay en France. En effet, le 22e bataillon avait besoin de renforts étant donné qu'il avait subi de lourdes pertes au cours des mois précédents.
Au cours de l'hiver de 1916 à 1917, le 22e bataillon qui faisait partie de la 2e division ne connut pas beaucoup d'actions de la part des Allemands dans le secteur du nord-est de la France en face de Liévin où il était situé. Cependant, la vie ne fut tout de même pas paisible pour Jean Brillant qui devait passer de longues heures dans les tranchées où les conditions de vie étaient malsaines et les nuits froides et humides. Entre le 9 et 14 avril 1917, il prit part à la bataille de Vimy. Quelques jours plus tard, Jean Brillant a dû être transféré à l'hôpital souffrant de la fièvre des tranchées. Il retourna à l'hôpital une seconde fois en juillet pour une infection beaucoup plus sévère. Il y demeura jusqu'au 19 septembre où il put enfin rejoindre son unité après deux mois d'absence.
L'année 1918 fut plus mouvementée pour Jean Brillant. Notamment, dans la nuit du 27 au 28 mai près de Boiry-Becquerelle en France, il participa à une opération offensive pour déloger l'ennemi dans un poste défendu par deux mitrailleuses et une cinquantaine d'hommes. Le lieutenant Brillant commandait un groupe de volontaires qui prit d'assaut le poste ennemi. Ils durent couper le barbelé qui le défendait et continuer leur avance malgré le feu nourri. Arrivé près de l'objectif, Brillant remarqua que quelques hommes essayaient de fuir. Il les rattrapa et en mit lui-même quatre hors de combat et en captura un cinquième qui fournit des renseignements utiles une fois derrière les lignes. Jean Brillant fut blessé ce jour-là, mais il demeura au combat. Pour cet acte de bravoure, il reçut la Croix militaire le 16 septembre 1918. 
Le 8 août 1918 à l'est de Méharicourt dans la Somme, lors de la bataille d'Amiens, Jean Brillant prit d'assaut seul une mitrailleuse qui faisait feu sur le flanc gauche de sa compagnie et tua les deux mitrailleurs. Malgré sa blessure au bras gauche, il refusa de quitter son poste et fut au combat dès le lendemain. Cette fois-ci, il commande deux pelotons lors d'un combat à la baïonnette et à la grenade où il captura 15 mitrailleuses et 150 prisonniers. Il fut de nouveau blessé, cette fois à la tête, mais refusa de nouveau de quitter son commandement. Peu après, il mena une charge vers une pièce d'artillerie de quatre pouces qui faisait feu sur son unité. Durant cette charge, il fut atteint à l'abdomen par des éclats d'obus, mais il continua d'avancer jusqu'au moment où il tomba inconscient. Il fut transporté à un hôpital de campagne où il s'accrocha à la vie pour quelques heures avant de mourir le lendemain, le 10 août 1918. Pour ce zèle dans l'accomplissement de son devoir, il reçut la croix de Victoria, la plus haute distinction du Commonwealth, à titre posthume le 27 septembre 1918.
Le lieutenant Brillant est inhumé dans le cimetière militaire australien de Villers-Bretonneux à 15 kilomètres d'Amiens.

## Mémoire
Le nom du lieutenant Jean Brillant reste vivant de plusieurs manières différentes car il fut aussi l'objet de nombreuses publications mais aussi de ces hommages : 

### Ville de Québec
Il est commémoré à Québec dans le musée du Royal 22e Régiment, ainsi qu'à la base militaire de Valcartier au nord de la ville de Québec.
De plus, une rue a été nommée en son honneur, en 1953, dans la ville de Sainte-Foy maintenant présente dans la ville de Québec.

### Ville de Montréal
À Montréal un pavillon de l'Université de Montréal ainsi qu'un parc et une rue à proximité portent son nom.

### Ville de Rimouski
Une rue porte son nom dans la ville de  Rimouski.